# Sostituto d'imposta
Il sostituto d'imposta, nell'ordinamento giuridico italiano, è un soggetto (pubblico o privato) che per legge sostituisce in tutto o in parte il contribuente (cioè il cd. sostituito, ovvero chi pone in essere il presupposto d'imposta) nei rapporti con l'amministrazione finanziaria, trattenendo le imposte dovute dai compensi, salari, pensioni o altri redditi erogati e successivamente versandole allo Stato o a una pubblica amministrazione italiana.

## Descrizione
Il sostituto d'imposta è il soggetto che deve operare le ritenute previste per legge. Rientrano nella figura del sostituto d'imposta imprenditori, lavoratori autonomi e gli enti, sia pubblici che economici, non aventi carattere commerciali (ad esempio, l'Agenzia delle dogane e dei monopoli opera secondo quest'istituto quando, nell'erogare le vincite derivanti dal gioco d'azzardo o dalle scommesse sportive, versa le ritenute alla fonte). Non sono sostituti d'imposta, invece, le persone fisiche che non svolgono attività economiche: questo è anche perché, oltre a essere inutile, si porrebbe in contrasto con il principio della soggettività del rapporto tributario.
Il sostituto dovrà effettuare un'apposita dichiarazione annuale, da effettuarsi mediante l'utilizzo del Modello 770. In tale dichiarazione saranno specificate le trattenute operate sugli emolumenti corrisposti ai singoli soggetti (sostituiti). Agli stessi soggetti, il sostituto d'imposta deve rilasciare un'apposita dichiarazione attestante le ritenute operate, talché lo stesso possa utilizzarla quale attestazione delle imposte trattenute e conguagliarle nella propria dichiarazione dei redditi.
La sostituzione avviene tipicamente in due modi:
1. a titolo d'imposta: il sostituto deve pagare tutta l'imposta, estinguendo del debito del sostituito, il quale è libero da qualsiasi altro adempimento.  Non c'è rivalsa da parte del sostituto sul sostituito. Il caso emblematico è quello del datore di lavoro che opera le trattenute IRPEF sullo stipendio del lavoratore. Oppure in caso di distribuzione di dividendi soggetti alla cosiddetta "cedolare secca" vale a dire a titolo d'imposta quando la partecipazione non è qualificata (inf. 26%);
2. a titolo di acconto: l'obbligazione del sostituito non si estingue, ed egli rimane soggetto passivo dell'imposta.  In caso di premi e vincite, nel qual caso chi eroga il premio opera una ritenuta a carico del vincitore a titolo d'acconto, viene operata un'anticipazione dell'imposta da parte del sostituto e il sostituito dichiara la fattispecie oggetto di ritenuta.

### Ratiodella figura
L'introduzione della figura del sostituto d'imposta risponde a tre esigenze:
- la prima riguarda la semplificazione dei rapporti del fisco con la pluralità dei contribuenti
- la seconda concerne il rafforzamento della garanzia patrimoniale
- la terza si concretizza nell'interesse alla sicura riscossione del tributo.

### Fonti normative
La figura del sostituto d'imposta venne introdotta con il Decreto del presidente della Repubblica 29 settembre 1973 n. 600 ("Disposizioni comuni in materia di accertamento delle imposte sui redditi").
In particolare l'art. 64 comma 1 definisce:
Chi in forza di disposizioni di legge è obbligato al pagamento di imposte in luogo di altri, per fatti o situazioni a questi riferibili e anche a titolo di acconto, deve esercitare la rivalsa se non è diversamente stabilito in modo espresso.

### Tentativo di abolizione
Nel 2000 il Partito Radicale di Marco Pannella ed Emma Bonino raccolse e presentò alla Corte di Cassazione 16 milioni di firme per presentare un referendum abrogativo su una ventina di quesiti, tra i quali uno recante la materia dell'abolizione del sostituto d'imposta.
La Corte costituzionale, però, respinse molti dei quesiti proposti, riducendoli a 7 ed eliminando, fra gli altri, quello per l'abolizione del sostituto d'imposta.

## Riferimenti normativi
- Art. 2 del Decreto legislativo 18 dicembre 1997, n. 471 - Riforma delle sanzioni tributarie non penali in materia di imposte dirette, di imposta sul valore aggiunto e di riscossione dei tributi, a norma dell'articolo 3, comma 133, lettera q) , della legge 23 dicembre 1996, n. 662.